# Ilja Muromez (Schiff, 2017)
Die Ilja Muromez ist das erste Schiff einer neuen Baureihe russischer Eisbrecher.
Erstmals nach 45 Jahren war im Juni 2016 der Stapellauf eines neuen Eisbrechers für die russische Seekriegsflotte. Der Antrieb des 84 Meter langen Schiffes ist dieselelektrisch und die Besatzung besteht aus 35 Mann. Das Schiff soll eine Reichweite von 9000 Seemeilen besitzen und 60 Tage autonom operieren können. Es trägt den Namen einer Heldengestalt der Kiewer Tafelrunde, des bekanntesten Bogatyrs, Ilja Muromez.